# Beire-le-Châtel
Beire-le-Châtel es una población y comuna francesa, en la región de Borgoña, departamento de Côte-d'Or, en el distrito de Dijon y cantón de Mirebeau-sur-Bèze.

## Demografía
| 520 | 502 | 539 | 552 | 539 | 620 |
| Para los censos de 1962 a 1999 la población legal corresponde a la población sin duplicidades (Fuente: INSEE [Consultar]) |     |     |     |     |     |